# Alfred Gawlik
Alfred Gawlik (* 11. Dezember 1936 in Kattowitz; † 18. Oktober 2011 in Starnberg) war ein deutscher Diplomatiker, Mitarbeiter der Monumenta Germaniae Historica (MGH) und Lehrbeauftragter für Historische Hilfswissenschaften an der Ludwig-Maximilians-Universität München.
Alfred Gawlik absolvierte die Volksschule bis 1944 in Kattowitz. In Ottobeuren, Würzburg und schließlich von 1952 bis 1956 in München besuchte er das Humanistische Gymnasium. Von 1956 bis 1963 folgte in München das Studium mit Schwerpunkt Geschichtliche Hilfswissenschaften. Von 1964 bis 1966 war Gawlik wissenschaftliche Hilfskraft. Schwerpunkt seiner wissenschaftlichen Arbeit war die Erschließung der hochmittelalterlichen Kaiser- und Königsurkunden. Er wurde 1966 promoviert bei Peter Acht mit der Untersuchung Intervenienten und Zeugen in den Diplomen Kaiser Heinrichs IV. (1056–1105). Der Übergang von der Interventions- zur Zeugenformel. Darin konnte er zeigen, wie strukturelle Veränderungen von Herrschaft anhand der Nennung von Personen aus der Führungsschicht des mittelalterlichen Reiches in den Diplomen nachvollziehbar werden. 1967 wurde er Mitarbeiter der Monumenta Germaniae Historica. An einer Vielzahl von Publikationen der Diplomata-Abteilung hat er nicht nur redaktionell betreuend mitgewirkt. Die Edition der Urkunden Heinrichs IV., die durch den Tod des ersten Bearbeiters, Dietrich von Gladiß, Torso geblieben war, konnte er 1978 zum Abschluss bringen. Zahlreiche Beiträge im Lexikon des Mittelalters aus dem Themenbereich der mittelalterlichen Urkunden stammen aus seiner Feder. Gemeinsam mit Horst Fuhrmann veröffentlichte er 1992 eine Studie über den „Fall Kammeier“. Wilhelm Kammeier erklärte ohne methodisches Fundament eine Mehrzahl mittelalterlicher Urkunden zu Fälschungen und verwarf damit auch einen Teil der mittelalterlichen Geschichte.
Gawlik war fast drei Jahrzehnte als Lehrbeauftragter an der Abteilung Geschichtliche Hilfswissenschaften des Historischen Seminars der Universität München tätig. 2001 trat er in den Ruhestand. Gawlik war dennoch als „geringfügig Beschäftigter“ weiter bei den Monumenta Germaniae Historica tätig.